# Eniro
Eniro Group AB (av esperanto: eniro, 'ingång') är ett svenskt börsnoterat sökföretag med huvudkontor i Solna, Stockholm. Sedan år 2000 är företaget noterat på Nasdaq OMX. Verksamhet bedrivs i lokala dotterbolag i Sverige, Norge, Finland och Danmark. Styrelsens ordförande är Fredric Forsman och företagets VD är sedan år 2022 Hosni Teque-Omeirat.
Eniro är ett bolag inom digital marknadsföring. Eniro har även söktjänsten eniro.se som presenterar information om privatpersoner och företag.
Konkurrenter är bland annat Google, Facebook och hitta.se.

## Historia
Eniros internethistoria inleddes i Sverige 1996 med lanseringen av Gula Sidorna på Internet. Katalogen utökades med bland annat sökmöjligheter i såväl Gula som dåvarande Rosa Sidorna, samt länkmöjligheter till kartor. En helt ny Internetplattform byggdes 1999. Användarna erbjöds mer avancerade kartlösningar som exempelvis träfflista på karta, sök i närheten och sök adress och karta. I juli 2000 bildades Eniro då flera bolag med likartad verksamhet inom dåvarande Teliakoncernen samordnades i moderbolaget Eniro AB. Den 10 oktober 2000 noterades Eniro AB på Stockholmsbörsens O-lista.
Eniro förvärvade 2002 Direktias katalogverksamhet i Tammerfors i Finland, utifrån en avsiktsförklaring som gavs i samband med förvärvet 2001. År 2003 förvärvade Eniro Respons AB som drev den svenska nummerupplysningstjänsten 118 118 och bildade den nya marknadsenheten Sverige Voice. Eniro förvärvade flera nummerupplysningstjänster i Finland.
Eniro tecknade även ett samarbetsavtal med Google som innebar att Eniros webbsök baserades på Googles sökteknik och webbindexering och 2003 lanserades den nya kombinerade söktjänsten eniro.se. År 2004 köpte Eniro Gula Tidningen AB och tjänsten gulatidningen.se ombildades till Eniro Köp & Sälj, som sedan blev en del av eniro.se.
Eniro beslöt 2004 även att lansera "Eniro Telefonkataloger" i 33 olika handelsområden i Finland. Eniro Finland hade tidigare publicerat regionala telefonkataloger i Helsingfors och Tammerforsregionen. År 2005 köptes det norska sökföretaget Findexa och flera nummerupplysningsverksamheter i Finland. Eniro blev nordisk sökpartner till Skype. 1 juli 2007 köptes Kraks Forlag A/S i Köpenhamn, som grundades 1770 av agent Hans Holck och togs över 1862 av Thorvald Krak, som var stadskonduktør i Köpenhamn 1858–1898. Hans son Ove Krak grundlade 1910 Kraks Blå Bog, som Eniro sålde til Gads Forlag år 2007.
År 2010 var ett svårt år för Eniro. Rörelseintäkterna minskade med 14 procent, vilket var den sämsta utvecklingen någonsin för Eniro under en tolvmånadersperiod. År 2011 förbättrades situationen i bolaget och den långsiktiga finansieringen stärktes.
År 2014 avgick Johan Lindgren som VD varvid misstänkt redovisningsfiffel uppdagades och Lindgren polisanmäldes. Den 9 oktober 2014 hävdade Svenska dagbladet, som en tid granskat företaget, att Eniros långivare övervägde att tvinga bolaget i konkurs, vilket fick aktien att rasa, innan handeln stoppades. Eniros styrelseordförande dementerade uppgifterna.
Efter ett turbulent år presenterade ledningen och styrelsen 2015 en fullt garanterad nyemission om 1 miljard kronor i samband med fjärde kvartalet och helårsrapporten.
2020 genomgick Eniro en företagsrekonstruktion och skrev ned oprioriterade skulder på drygt en halv miljard. Samma år avslutades rekonstruktionen och ackordsuppgörelsen vann laga kraft. 
2022 utsåg Enirogroup AB styrelseledamoten Hosni Teque-Omeirat till tf VD och koncernchef i Enirogroup AB. Hosni Teque-Omeirat är VD och koncernchef för SpectrumOne AB (publ), Eniros huvudägare.

## Eniro På sjön
2010 lanserade Eniro navigationsappen Eniro På sjön. Appen tillhandahåller gratis sjökort över Sveriges kuster samt Vänern, Vättern och Mälaren. Eniro På sjön finns även som en betalversion, där det bland annat ingår sjökort för Norge och Finland samt AIS. 2019 lanserades även sjökort från Hydrographica. Eniro På sjön hade 700 000 användare under 2019. Under 2022 tecknade Eniro en avsiktsförklaring gällande avyttring av Eniro På Sjön till det svenska BoatTech-bolaget Skippo.

## 118118
118118 är numret till Eniros nummerupplysning i Sverige. De säger sig ha "numret till nästan allt och alla" och ersatte det gamla numret 07975 den 1 april 1999. Detta skedde för att Sverige skulle anpassa sig efter europeisk standard. Numera säger sig Eniro vara mer av en söktjänst än en nummerupplysning.
Tjänsten kan fås både från telefonist och interaktivt SMS. Telefonister finns på fyra orter i Sverige och tar emot samtal dygnet runt, året om. Tjänsterna nås också från utlandet på svenskregistrerade mobilabonnemang. SMS-tjänsten nås genom att SMS:a till 118118. Telefonisttjänsten nås från svenska mobiler i utlandet genom att ringa +46 649 118118.
118118 fick år 2004 priset som "bästa europeiska nummerupplysning" och år 2005 "världens bästa nummerupplysning" från 118Tracker baserad i England.

## Verkställande direktörer
- Lars Guldstrand 2000–2003[19]
- Lars Berg (tillförordnad) 2003–2004[20]
- Tomas Franzén 2004–2008[21]
- Jesper Kärrbrink 2008–2010[22]
- Johan Lindgren 2010–augusti 2014[23]
- Stefan Kercza 2014–2016[7][24]
- Örjan Frid 2016–2019
- Magdalena Bonde 2019–2021
- Robert Puskaric 2021–2022
- Hosni Teque-Omeirat 2022–[25]